# Anhumas
Anhumas este un oraș în São Paulo (SP), Brazilia.